# 葉方丹
葉方 丹（はかた たん、1944年7月8日 - ）は、演出家、脚本家、作家、作詞家。
日本アカデミー賞協会、日本音楽著作権協会、日本シナリオ作家協会、日本放送作家協会に所属する。東京都在住。別名、「はがたたん」。

## 経歴・人物
京都市出身。大将軍（白梅町）で生まれる。父は西陣の職人。京都府立山城高等学校卒業後、日本大学芸術学部在学中から映像関係の仕事に携わる。後に大学中退。
アルバイトで日本劇場で働いていた時に叡南覚照と知り合い、「ごぜんさま」と呼ぶようになり、世話になる。ある時、叡南に将棋で勝ち、叡南に「おまえには歯が立たない。おまえ、はがたたん、にせえ」と言われる。また、叡南に「八百屋で行け」と言われ、「来るもの拒まず」で種々の仕事をするようになった。バブルの頃に監督や映像部長と仲良くなり毎日のように東映に入り浸り映画の製作まで企てていた叡南の弟子の栢木寛照の誘いを断り、にっかつの最後の時期に短期間いた。
1989年10月  映像プロダクション「株式会社 遊」を設立。2007年3月  「株式会社 ふらここ」を設立。

## 主要取引先
- 日本放送協会
- NHKエンタープライズ
- NHKエデュケーショナル
- テレビ朝日
- テレビ朝日映像
- TBSテレビ
- 日本テレビ放送網
- フジテレビジョン
- テレビ東京
- BS-TBS
- JIC旅チャンネル
- ベネッセコーポレーション
- メイト
- 乳幼児教育研究所

## 主な映像作品

### テレビ番組
- NHK
  - 土曜フォーラム　～若者たちの国際協力～
  - 歴史みつけた　～戦士をかえた鉄砲～
  - 土曜フォーラム　～豊かな長寿社会をめざして～
  - 「ハロー大使館」シリーズ
  - 「わが心のミュージアム」シリーズ
  - 「お菓子物語」シリーズ
  - 「10min.ボックス」シリーズ
  - すくすく子育て　～絵本～
  - ETV特集　～よみがえる炭鉱の記憶～
  - BSスペシャル　～中国の素顔を撮る～
- 放送大学
  - 特別講義・もめんの秘密
  - 生涯学習のすすめ
  - ハイビジョン・ひまわりと糸杉、ゴッホの色彩
  - 特別講義・ヒマラヤ登山と繊維
- 日本テレビ
  - 「SUPER POP TV」（3クール）
- 読売テレビ
  - 遠くへ行きたい
- TBSテレビ
  - 地球浪漫　～最果ての寒立馬～
  - まんが世界昔ばなし
  - まんがはじめて物語
- フジテレビ
  - 日本ストリート物語　～とんでる妻たちの坂道～
  - きものの女王コンクール
  - きものの星
- 全国朝日放送
  - ハイビジョン・チムチュラサの少女
- テレビ東京
  - ドキュメンタリー人間劇場「美海に心澄みて」
- 九州朝日放送
  - 日本歴史展望
- 名古屋テレビ
  - 「美穂子の旅みやげ」シリーズ
- 石川テレビ
  - 旬　～能登の冬～
  - 珠珠焼の里
  - 「女性のためのサイエンス」シリーズ
- JIC　旅チャンネル
  - 愛と哀しみのマザーロード「ルート66」（13本）
  - ブルース・オン・ザ・ロード（13本）
  - 日本世界遺産の旅
  - 京都異界探訪
- BS-i
  - ぽれぽれジャンボ（2クール）

〈2007年度日本民間放送連盟「青少年に見せたい番組」〉
- CSベネッセチャンネル
  - げんきすくすく!
  - 朗読劇場
  - JAZZに恋して
  - オーボエ奏者 宮本文昭 in直島
  - ABCキッズ
  - おはなしえほんばこ
  - ことばとかずでいっぱいあそぼ 等

### CM
- プランタン			（銀座オープン）
- 沖電気			（スーパーベイビー）
- シャルレ			（コートダジュールの夏）
- 食糧庁			（ヘリコプター）
- 文化シヤッター		（エルバーネ）
- 東京電力			（第六の壁）
- トーシキインテリア		（チャップリン）
- 日債銀	（ワリシン）
- Ｔ.Ｄ.Ａ			（コーラルアイランド）
- 民放連	（健やか日本）※ACC優秀賞
- 森永ネクター		（中山忍）
- オリオンビール		（トローリング）
- ミッドランドランチョンミート（ぬちぐすいやっさー）
- セキスイハウス	（北の国）
- 集英社			（ファーブル昆虫記）
- シオノギ製薬	（ハンドケアシオノギ）
- 全国農業組合中央会		（日米農民会談・アメリカ向けCM）
- アクティオ			（新社名告知）

### ビデオパッケージ
- ポーラ伝統文化財団
  - 国東の修正鬼会（文部省選定）
- NHKソフトウェア
  - 寝たきり老人0作戦
  - 「廃棄物処理事例集」シリーズ5巻
  - サンマーク「ビンバンブンクラブ」全10巻
  - ひかりのくに「のびのびぱっく」全10巻
  - 毛利衛の宇宙
  - 埼玉県里親会「子守唄が聞きたかった」
  - 九州電力「ミオちゃんのエネルギー探検隊」
  - 「ちきゅうはおおきなどうぶつえん」全10巻
  - 入間市博物館「ハイビジョン展示映像」全7巻
  - 伝統的工芸品産業振興協会「木を活かす　～木工芸～」
  - 環境庁「こどもエコクラブ」
- NHKエデュケーショナル
  - 島根県「石見銀山・展示映像」全5本
  - 所沢航空発祥記念館「展示映像」
  - 秋田県仙北町「払田柵・展示映像」
  - 千葉県「上総国分尼寺・展示映像」
  - 笠懸村「岩宿遺跡・展示映像」
  - 富山県「安田城・展示映像」
  - 愛媛県大西町「妙見山古墳・展示映像」
  - 岩手県北上市「樺山遺跡・展示映像」
  - 青森県立三沢航空科学館「甦るミス・ビードル号」
  - 釧路市博物館「擦文遺跡」
- NHKサービスセンター
  - 青山こどもの城「インタラクティブゲーム/ぼくらの東京探検」
  - 東京消防庁「住宅火災から学ぶ」
- ベネッセコーポレーション
  - こどもちゃれんじ・ぷち
  - こどもちゃれんじ・ぽけっと
  - こどもちゃれんじ・ほっぷ
  - こどもちゃれんじ・すてっぷ
  - こどもちゃれんじ・じゃんぷ
  - こどもちゃれんじ・おやこえいご
  - こどもちゃれんじ・ミュージック
  - 進研ゼミ小学講座
    - チャレンジ　えいご
    - チャレンジ1年生　こくご
    - チャレンジ2年生　こくご
- 長寿社会開発センター
  - ころばぬ先のやさしい住まい
  - OVA・ふしぎ森の仲間たち
- JF全漁連
  - 海苔とその自然
- 東京書籍の道徳アニメ
  - 二羽のことり〈文部省教育映画　優秀賞〉
  - ともだちほしいなおおかみくん〈文部省教育映画　優秀賞〉
  - くもの糸
  - 二度と通らない旅人
  - ともに学びともに生きる
- ミキプルーン
  - 食育ビデオ
- 乳幼児教育研究所
  - エプロンシアター
- 成美堂出版
  - たのしくおどろう　てあそびうた
- 学研
  - 写真家シリーズ 竹内敏信「風景写真術」
  - 写真家シリーズ 八木祥光「野の花の撮影」

### 映画
- 比叡山千二百年「祈り」

## 脚本家として
- NHKの脚本・構成
  - おかあさんといっしょ
  - くらしの歴史
  - 中学生日記
  - たのしいきょうしつ
  - うたってゴー
  - ワンツードン
  - まちかどドレミ
  - うたっておどろんぱ
- NHKラジオ
  - おはなしでてこい

## 作詞家として
作詞家としては、葉方八郎や、颯呼（さっこ）というペンネームを使用。JASRAC正会員（作詞）。
- NHK朝の連ドラ「おていちゃん」
  - 主題歌「わたしのまつりうた」（作曲：玉木宏樹）
- TX大江戸捜査網　エンディング歌「ながれ橋」（作曲：玉木宏樹）
- おじいちゃんの写真（作曲：前田憲男）
- 合唱曲「青い狩人」（作曲：野田暉行）
- つきのかぞえうた（作曲：久保田安紀）
- ゆきがふるよ（作曲：久保田安紀）
- ながいうた（作曲：平川達也）
- おいしいあいうえお（作曲：久保田安紀）
- おはようサンバ（作曲：久保田安紀）
- A to Z Tongue Twister（作曲：松下眞子）
- いきてるだけでいいんだよ（作曲：久保田安紀）
- ふとっちょサンタさん（作曲：久保田安紀）
- おでんでん（作曲：久保田安紀）
- なんてったってなっとう（作曲：久保田安紀）
- Let's Be（作曲：上野義男）
- Are you Ready?（作曲：DAVID OLSON）
- Hey Baby!（作曲：アイ武川）
- Kuock on the door（作曲：アイ武川）
- あほやからわからへん（作曲：玉木宏樹）
- チューリップのワルツ（作曲：若月明人）
- 動物たちのカーニバル（作曲：玉木宏樹）
- ふたごのこねこ（作曲：吉岡しげ美）
- はしごチンチンでんしゃ（作曲：マツヤマユウシ）
- からだはドラム（作曲：大森俊之）
- 風に種子をまこう（作曲：前田憲男）
- この町は何色（作曲：福田和禾子）
- 魔女のスキップ（作曲：芳松正司）
- マンハッタン ガード ボーイ（作曲：越部信義）（歌：子門真人）
- 道（作曲：前田憲男）
- ミッキーくん（作曲：たかしまあきひこ）
- ムシバ怪獣　バシムーダ（作曲：福田和禾子）
- 泣き虫ごっこ（作曲：吉俣良）
- にねん坂　さんねん坂（作曲：鈴江文人）
- おちばとあそぼ（作曲：大森俊之）
- しりとりおべんとロックンロール（作曲：中村暢之）
- てとて（作曲：石丸由理）
- ゆらゆらゆらら（作曲：大森俊之）
- カンガルーのママさん（作曲：比呂公一）
- 風小僧（作曲：石丸由理）

## 作家として
こどものためのおはなし
- うみゆきバス（絵：長新太）
- だーいすきちゅ（絵：和歌山静子）
- しまじろうと バケルのなつ（造形：わたなべ ちよみ）
- りょうぐうびょういん（絵：中谷靖彦）
- じゅうにしの はじまり（造形：服部みどり）
- かんちゃんの ランドセル（絵：石井聖岳）
- おひさまと ぺんぎん（絵：中田弘司）
- はんぶんこ はんぶんこ（絵：やべみつのり）
- ティッシュかいじゅう（絵：白木伸明）
- ことばの しまめぐり（絵：うちべけい）
- いっしょに せーの（絵：岩崎陽子）
- くまくんへんしん がんばるもん（絵：鈴木博子）
- うみの のどじまんたいかい（クラフト：IKIF）
- ふうたの しっぽ（絵：渡辺みきお）
- もうすぐ きみは いちねんせい（絵：ひだきょうこ）
- げんきなくまくんいいうんち（絵：岸川たかあき）
- モモちゃんの ひなまつり（絵：皆川良一）
- うみの のどじまんたいかい（クラフト：IKIF）
- げんきのげんちゃん よーい ぴっ（絵：島田コージ）
- ぶうぶうトレインが やってきた（絵：福田ゆうこ）
- リスとりんご（立体：小熊康二）
- 5ひきの こねこの　おくりもの（絵：藤本四郎）
- パパと おかいもの（絵：なかいひろこ）
- こびとの くつやさん（絵：半澤一平）
- にげだした パンケーキ（絵：深見春夫）
- てくてく おさんぽ（絵：岩崎陽子）
- ブッブー なあに（絵：岩崎陽子）
- いきていた タロとジロ（絵：篠崎三郎）